# فدراسیون فوتبال سنگال
فدراسیون فوتبال سنگال (فرانسوی: Fédération Sénégalaise de Football‎) نهاد اداره‌کننده مسابقات فوتبال و فوتسال در کشور سنگال است.
این فدراسیون که در سال ۱۹۶۰ تأسیس شده عضو کنفدراسیون فوتبال آفریقا و فیفا نیز می‌باشد و مقر آن در شهر داکار است.